# Grutas do Algar do Montoso

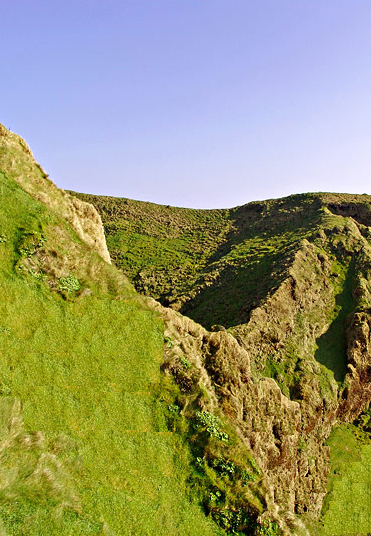
Algar do Montoso, Cordilheira Central da ilha de São Jorge, Açores, Portugal.

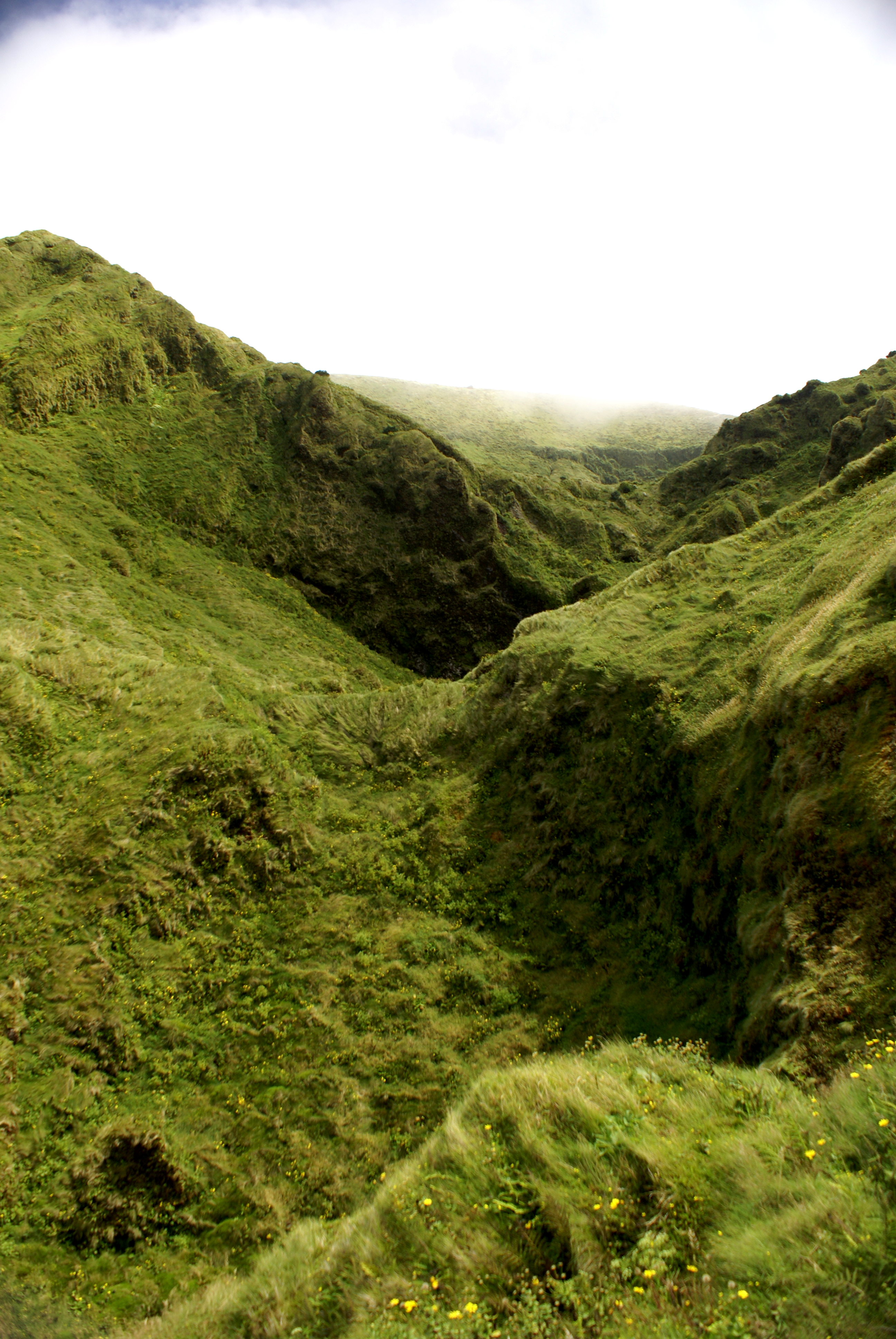
Inicio das formações geológicas do Algar do Montoso.

As Grutas do Algar do Montoso (Serra do Montoso) São uma série de formações cavernicolas portuguesas localizadas no Pico do Montoso, sitio das Alcaçarias, concelho da Calheta, ilha de São Jorge, arquipélago dos Açores.
As Grutas do Algar do Montoso caracterizam-se por serem formações geológicas de origem vulcânica que tiveram origem em tubos de lava e em movimentos de fluxos lavicos bastante fluidos que irromperam em eras geológicas muito recuadas.
Localizadas no Pico do Montoso, revelam-se como um sítio excelente para os amantes de espeleologia, amadores ou profissionais. No entanto uma simples visita a estas formações geológicas também é aprazível, sendo no entanto que devido à sua complexidade não é recomendável uma visita sem guia, até porque estas grutas ainda não estão completamente exploradas.

## Fauna
Durante a expedição, realizada no dia 12 de Maio de 2004 ao Algar do Montoso foi descoberto um escaravelho do género trechus único no mundo. O insecto pertence à espécie troglodio e ao género trechus, e apresenta-se com aspectos morfológicos adaptados às condições do habitat onde vive (grutas com pouca luminosidade).
A expedição, realizada no âmbito das actividades paralelas do XI Simpósio Internacional de Vulcanoespeleologia, foi a terceira do seu género nos Açores, dado que só se tinham realizado visitas de estudo às cavidades vulcânicas dos Açores anos anos de 1972 e 1992.
Paulo Borges, investigador da Universidade dos Açores, informou durante o Simpósio Internacional de Vulcanoespeleologia que o escaravelho descoberto no Algar do Montoso, faz parte de um conjunto de quase duas dezenas de insectos semelhantes descobertos em outras cavidades vulcânicas dos Açores e que também são únicos no mundo.
Para além de terem registado as características do novo insecto, os cientistas nacionais e estrangeiros fizeram um reconhecimento das características geológicas do Algar do Montoso.